# Le Horla (recueil)
Pour les articles homonymes, voir Le Horla (homonymie).
Le Horla est un recueil de nouvelles de Guy de Maupassant, paru en  1887.

## Historique
Le recueil regroupe des contes parus, pour la plupart, dans le second semestre de 1886. L'édition fut confiée à Paul Ollendorff, qui avait déjà publié Les Sœurs Rondoli et Monsieur Parent. Le volume est annoncé dans la Bibliographie de la France le 17 mai 1887 et mis en vente aussitôt.

## Nouvelles
Le recueil est composé des quatorze nouvelles suivantes : 
- Le Horla (1886)
- Amour (1886)
- Le Trou (1886)
- Sauvée (1885)
- Clochette (1886)
- Le Marquis de Fumerol (1886)
- Le Signe  (1886)
- Le Diable (1886)
- Les Rois (1887)
- Au bois (1886)
- Une famille (1886)
- Joseph (1885)
- L'Auberge (1886)
- Le Vagabond (1887)